# Quod iam diu
Quod iam diu foi uma encíclica do Papa Bento XV, proferida em Roma em São Pedro, em 1º de dezembro de 1918, quinto ano de seu pontificado, na época da 1ª Guerra Mundial. Ele pede a todos os católicos em todo o mundo, não importa de que lado eles estejam, que orem por uma paz duradoura e por aqueles a quem são confiados para fazê-lo durante as negociações de paz.
O Papa observa que é verdade que a paz ainda não chegou, mas o armistício suspendeu o massacre e a devastação por terra, mar e ar. É agora obrigação de todos os católicos de todos os lados invocar a assistência divina para todos os que participam da conferência de paz. Os delegados que se reunirão para definir a paz precisam de todo o apoio que puderem obter na busca de uma paz duradoura.
- Em breve os delegados das várias nações se reunirão em congresso solene para dar ao mundo uma paz justa e duradoura; nenhuma assembleia humana jamais teve diante de si determinações tão sérias e complexas quanto elas terão que tomar. As palavras, portanto, não são necessárias para mostrar a grande necessidade que têm de serem iluminadas do alto para que possam desempenhar bem sua grande tarefa. E, como suas decisões serão de supremo interesse para toda a humanidade, não há dúvida de que os católicos, para os quais o apoio à ordem e ao progresso civil é um dever da consciência, devem invocar a assistência divina para todos os que participam da conferência de paz. Desejamos que esse dever seja levado a todos os católicos.[2]